# Ibatia woodii
Ibatia woodii är en oleanderväxtart som beskrevs av Morillo. Ibatia woodii ingår i släktet Ibatia och familjen oleanderväxter. Inga underarter finns listade i Catalogue of Life.